# Wierzchowiny Stare
Wierzchowiny Stare – wieś w Polsce położona w województwie lubelskim, w powiecie parczewskim, w gminie Siemień.
Do 31 grudnia 2015 część wsi Wierzchowiny.
Wieś stanowi sołectwo w gminie Siemień.